# 颜光是
颜光是，曲阜人，是一名清朝政治人物。举人出身。
颜光是曾于康熙三十七年(1698年)接替赵萃中任邵武府知府一职，康熙三十七年(1698年)由赵世锡接任。